# 里卡查圖納山
10°23′37″S 76°00′53″W / 10.39361°S 76.01472°W
里卡查圖納山（Rikacha Tuna），是秘魯的山峰，位於該國中部瓦努科大區，由帕奇特阿省的帕瑙區負責管轄，屬於安地斯山脈的一部分，海拔高度4,400米。